# 玛戈特·兰伯特
玛戈特·兰伯特（法語：Margot Lambert，1999年3月15日—），法國女子羽毛球運動員。

## 簡歷
2015年3月，玛戈特·兰伯特代表法国参加波蘭盧賓举办的歐洲青年羽毛球錦標賽，助法国队赢得混团季军。同年5月，她与薇玛拉·埃里奥出戰里加羽毛球國際賽，在女双决赛以1比2（22-20、17-21、12-21）不敌赛会头号种子、爱沙尼亚强档的克里斯汀·库巴/赫莉娜·吕特尔，赢得亚军。
2017年4月，玛戈特·兰伯特代表法国参加本国举办的歐洲青年羽毛球錦標賽，助法国队赢得混团冠军。
2018年2月，玛戈特·兰伯特分别与维莱恩·福尔曼以及Mathieu Gangloff出戰斯洛伐克羽毛球公開賽，在女双準决赛以0比2（21-18、16-21、12-21）不敌赛会头号种子、泰国强档的雷泰差诺·莱素安/素帕玛特·明触瓦；而混双準决赛以1比2（21-16、14-21、13-21）不敌泰国强档的帕金·库纳-阿努维特/素比莎拉·飘讪攀。同年5月，她与薇玛拉·埃里奥出戰拉脫維亞羽毛球國際賽，在女双準决赛以0比2（16-21、16-21）不敌赛会头号种子、爱沙尼亚强档的克里斯汀·库巴/赫莉娜·吕特尔。同年10月，她与薇玛拉·埃里奥出戰希臘羽毛球公開賽，在女双决赛以0比2（19-21、12-21）不敌印度强档的鲁塔帕纳·潘达/阿拉希·萨拉·苏尼尔，赢得亚军。同年11月，她与薇玛拉·埃里奥出戰愛爾蘭羽毛球公開賽，在女双準决赛以1比2（21-13、16-21、16-21）不敌跨国组合的（英格兰：艾米莉·韦斯特伍德/马来西亚：翁丽莲），赢得亚军。
2019年1月，玛戈特·兰伯特与薇玛拉·埃里奥出戰瑞典羽毛球公開賽，在女双準决赛以1比2（16-21、21-18、10-21）不敌赛会3号种子、丹麦强档的阿美莱·马厄隆/弗利亚·拉文。

## 主要比賽成績
只列出曾進入準決賽的國際賽事成績：
| 年份   | 賽事                       | 公開賽級別 | 項目     | 拍檔              | 成績   |
| ------ | -------------------------- | ---------- | -------- | ----------------- | ------ |
| 2015年 | 歐洲青年羽毛球錦標賽       | 其他       | 混合團體 | －                | 季軍   |
| 2015年 | 里加羽毛球國際賽           | 未來系列賽 | 女子雙打 | 薇玛拉·埃里奥     | 亞軍   |
| 2017年 | 歐洲青年羽毛球錦標賽       | 其他       | 混合團體 | －                | 冠軍   |
| 2018年 | 斯洛伐克羽毛球公開賽       | 未來系列賽 | 女子雙打 | 维莱恩·福尔曼     | 準決賽 |
| 2018年 | 斯洛伐克羽毛球公開賽       | 未來系列賽 | 混合雙打 | Mathieu Gangloff  | 準決賽 |
| 2018年 | 拉脫維亞羽毛球國際賽       | 未來系列賽 | 女子雙打 | 薇玛拉·埃里奥     | 準決賽 |
| 2018年 | 希臘羽毛球公開賽           | 國際系列賽 | 女子雙打 | 薇玛拉·埃里奥     | 亞軍   |
| 2018年 | 愛爾蘭羽毛球公開賽         | 國際系列賽 | 女子雙打 | 薇玛拉·埃里奥     | 準決賽 |
| 2019年 | 瑞典羽毛球公開賽           | 國際系列賽 | 女子雙打 | 薇玛拉·埃里奥     | 準決賽 |
| 2019年 | 葡萄牙羽毛球國際賽         | 國際系列賽 | 女子雙打 | 薇玛拉·埃里奥     | 準決賽 |
| 2019年 | 荷蘭羽毛球國際賽           | 國際系列賽 | 混合雙打 | 伊劳埃·亚当       | 準決賽 |
| 2019年 | 希臘羽毛球公開賽           | 國際系列賽 | 女子雙打 | 薇玛拉·埃里奥     | 冠軍   |
| 2020年 | 愛沙尼亞羽毛球國際賽       | 國際系列賽 | 女子雙打 | 薇玛拉·埃里奥     | 亞軍   |
| 2020年 | 瑞典羽毛球公開賽           | 國際系列賽 | 女子雙打 | 薇玛拉·埃里奥     | 亞軍   |
| 2020年 | 歐洲羽毛球男女子團體錦標賽 | 其他       | 女子團體 | －                | 季軍   |
| 2021年 | 歐洲羽毛球混合團體錦標賽   | 其他       | 混合團體 | －                | 亞軍   |
| 2021年 | 波蘭羽毛球國際賽           | 國際系列賽 | 女子雙打 | 安妮·特兰         | 冠軍   |
| 2021年 | 威爾斯羽毛球國際賽         | 國際挑戰賽 | 女子雙打 | 安妮·特兰         | 冠軍   |
| 2022年 | 威爾斯羽毛球國際賽         | 國際挑戰賽 | 女子雙打 | 安妮·特蘭         | 冠軍   |
| 2023年 | 歐洲羽毛球混合團體錦標賽   | 其他       | 混合團體 | －                | 亞軍   |
| 2023年 | 歐洲運動會羽毛球比賽       | 其他       | 女子雙打 | 安妮·特兰         | 銅牌   |
| 2023年 | 聖但尼羽毛球公開賽         | 國際挑戰賽 | 女子雙打 | 安妮·特兰         | 冠軍   |
| 2023年 | 海洛羽毛球公開賽           | 超級300賽  | 女子雙打 | 安妮·特兰         | 準決賽 |
| 2024年 | 歐洲羽毛球男女子團體錦標賽 | 其他       | 女子團體 | －                | 季軍   |
| 2024年 | 德國羽毛球公開賽           | 超級300賽  | 女子雙打 | 安妮·特蘭         | 準決賽 |
| 2024年 | 奧爾良羽毛球大師賽         | 超級300賽  | 女子雙打 | 安妮·特蘭         | 準決賽 |
| 2024年 | 歐洲羽毛球錦標賽           | 其他       | 女子雙打 | 安妮·特蘭         | 冠軍   |
| 2024年 | 荷蘭羽毛球公開賽           | 國際挑戰賽 | 女子雙打 | 黛博拉·吉尔       | 準決賽 |
| 2025年 | 愛沙尼亞羽毛球國際賽       | 國際系列賽 | 女子雙打 | Camille Pognante  | 冠軍   |
| 2025年 | 愛沙尼亞羽毛球國際賽       | 國際系列賽 | 混合雙打 | Grégoire Deschamp | 亞軍   |
| 2025年 | 瑞典羽毛球公開賽           | 國際系列賽 | 女子雙打 | Camille Pognante  | 準決賽 |
| 2025年 | 瑞典羽毛球公開賽           | 國際系列賽 | 混合雙打 | Grégoire Deschamp | 冠軍   |
| 2025年 | 歐洲羽毛球混合團體錦標賽   | 其他       | 混合團體 | －                | 亞軍   |
| 2025年 | 葡萄牙羽毛球國際賽         | 國際系列賽 | 女子雙打 | Camille Pognante  | 冠軍   |
| 2025年 | 葡萄牙羽毛球國際賽         | 國際系列賽 | 混合雙打 | Grégoire Deschamp | 冠軍   |
| 2025年 | 歐洲羽毛球錦標賽           | 其他       | 女子雙打 | Camille Pognante  | 季軍   |
| 2025年 | 丹麥羽毛球國際挑戰賽       | 國際挑戰賽 | 女子雙打 | Camille Pognante  | 準決賽 |

| 2007-2017年 | 首要超級賽 | 超級賽 | 黃金大獎賽 | 大獎賽 | 國際挑戰賽 | 國際系列賽 | 未來系列賽 | 其他 |

| 2018-2026年 | 總決賽 | 超級1000賽 | 超級750賽 | 超級500賽 | 超級300賽 | 超級100賽 | 國際挑戰賽 | 國際系列賽 | 未來系列賽 | 其他 |

### 奧運會和世錦賽參賽紀錄
|          | 搭檔      | 2022 | 2023 | 2024       |
| -------- | --------- | ---- | ---- | ---------- |
| 女子雙打 | 安妮·特兰 | 32強 | 32強 | 小組第四名 |